# Anton Böckel
Pour les articles homonymes, voir Böckel.
Anton Böckel né le 23 mars 1995, est un joueur allemand de hockey sur gazon. Il évolue au poste d'attaquant au Der Club an der Alster et avec l'équipe nationale allemande.

## Carrière
Il a débuté en équipe première en 2017 à Moers lors d'un tournoi à 3 équipes sur invitation.

## Palmarès
- : 3e à la Coupe du monde U21 en 2016